# Persone di nome Michal
| Questa pagina contiene informazioni ricavate automaticamente dalle voci biografiche con l'ausilio del template Bio e di un bot. L'aggiornamento è periodico e automatico e ricostruisce completamente la pagina. Se manca una persona in questa lista, sei pregato di non aggiungerla, ma accertati piuttosto che la sua voce biografica contenga il template Bio e che i dati anagrafici siano correttamente compilati. Se il template Bio manca, inseriscilo tu stesso o, in alternativa, metti l'avviso {{tmp\|Bio}} che ne segnala la mancanza. Se i dati riportati sono sbagliati, correggi direttamente la voce biografica; le modifiche saranno visibili in questa lista entro pochi giorni. Per chiarimenti vedi il progetto antroponimi. La lista contiene solo le 120 persone che sono citate nell'enciclopedia e per le quali è stato implementato correttamente il template Bio. Pagina aggiornata al 6 ago 2025. |

Questa è una lista di persone presenti nell'enciclopedia che hanno il nome Michal, suddivise per attività principale.

## Allenatori di calcio(8)
- Michal Bílek, allenatore di calcio e ex calciatore ceco (Praga, n. 1965)
- Michal Doležal, allenatore di calcio e ex calciatore ceco (Teplice, n. 1977)
- Michal Gašparík, allenatore di calcio e ex calciatore slovacco (Trnava, n. 1981)
- Michal Hipp, allenatore di calcio e ex calciatore slovacco (Nitra, n. 1963)
- Michal Horňák, allenatore di calcio e ex calciatore ceco (Vsetín, n. 1970)
- Michal Hubník, allenatore di calcio e ex calciatore ceco (n. 1983)
- Michal Petrouš, allenatore di calcio e ex calciatore ceco (Praga, n. 1969)
- Michal Vičan, allenatore di calcio e calciatore slovacco (Hlohovec, n. 1925 - Bratislava, † 1986)

## Arcivescovi cattolici(1)
- Michal Rahoza, arcivescovo cattolico bielorusso (Volinia, n. 1540 - Nowogródek, † 1599)

## Artiste(1)
- Michal Rovner, artista israeliana (Tel Aviv, n. 1957)

## Astronomi(1)
- Michal Kočer, astronomo ceco

## Attrici(1)
- Michal Yannai, attrice, conduttrice televisiva e doppiatrice israeliana (Ramat Gan, n. 1972)

## Biatleti(2)
- Michal Krčmář, biatleta ceco (Vrchlabí, n. 1991)
- Michal Šlesingr, ex biatleta ceco (Ústí nad Orlicí, n. 1983)

## Canoisti(2)
- Michal Martikán, canoista slovacco (Liptovský Mikuláš, n. 1979)
- Michal Riszdorfer, canoista slovacco (Komárno, n. 1977)

## Cestiste(1)
- Michal Epstein, ex cestista israeliana (Rehovot, n. 1981)

## Cestisti(4)
- Michal Baťka, cestista slovacco (Košice, n. 1987)
- Michal Ježdík, ex cestista e allenatore di pallacanestro ceco (Praga, n. 1963)
- Michal Křemen, ex cestista ceco (Mariánské Lázně, n. 1981)
- Michal Čekovský, cestista slovacco (Košice, n. 1994)

## Ciclisti su strada(2)
- Michal Klasa, ex ciclista su strada ceco (Brno, n. 1953)
- Michal Schlegel, ciclista su strada ceco (Ústí nad Orlicí, n. 1995)

## Compositori di scacchi(1)
- Michal Dragoun, compositore di scacchi ceco (n. 1974)

## Ecologi(1)
- Michal Wiezik, ecologo e politico slovacco (Martin, n. 1979)

## Fondisti(1)
- Michal Novák, fondista ceco (Karlovy Vary, n. 1996)

## Giocatori di calcio a 5(4)
- Michal Holý, giocatore di calcio a 5 ceco (Plzeň, n. 1990)
- Michal Kovács, ex giocatore di calcio a 5 ceco (n. 1990)
- Michal Mareš, ex giocatore di calcio a 5 ceco (Havlíčkův Brod, n. 1976)
- Michal Seidler, giocatore di calcio a 5 e ex calciatore ceco (n. 1990)

## Giornalisti(1)
- Michal Šimečka, giornalista, politologo e politico slovacco (Bratislava, n. 1984)

## Hockeisti su ghiaccio(8)
- Michal Barinka, hockeista su ghiaccio ceco (Vyškov, n. 1984)
- Michal Beran, ex hockeista su ghiaccio slovacco (Martin, n. 1973)
- Michal Handzuš, hockeista su ghiaccio slovacco (Banská Bystrica, n. 1977)
- Michal Jordán, hockeista su ghiaccio ceco (Zlín, n. 1990)
- Michal Kempný, hockeista su ghiaccio ceco (Hodonín, n. 1990)
- Michal Rozsíval, hockeista su ghiaccio ceco (Vlašim, n. 1978)
- Michal Sersen, hockeista su ghiaccio slovacco (Gelnica, n. 1985)
- Michal Vondrka, hockeista su ghiaccio ceco (České Budějovice, n. 1982)

## Insegnanti(2)
- Michal Miloslav Bakulíny, insegnante e patriota slovacco (Hrnčiarska Ves, n. 1819 - Kameňany, † 1892)
- Michal Peprník, insegnante, critico letterario e scrittore ceco (Kroměříž, n. 1960)

## Linguisti(1)
- Michal Miloslav Hodža, linguista, poeta e pastore protestante slovacco (Rakša, n. 1811 - Cieszyn, † 1870)

## Pallanuotisti(1)
- Michal Schmuck, pallanuotista cecoslovacco (Rusovce, n. 1909 - Bratislava, † 1980)

## Pallavolisti(3)
- Michal Finger, pallavolista ceco (Praga, n. 1993)
- Michal Masný, ex pallavolista slovacco (Žilina, n. 1979)
- Michal Rak, pallavolista ceco (Liberec, n. 1979)

## Pattinatori artistici su ghiaccio(1)
- Michal Březina, ex pattinatore artistico su ghiaccio ceco (Brno, n. 1990)

## Pentatleti(2)
- Michal Michalík, pentatleta ceco (Plzeň, n. 1980)
- Michal Sedlecký, pentatleta ceco (n. 1979)

## Piloti di rally(1)
- Michal Žďárský, pilota di rally ceco (Praga, n. 1982)

## Politici(2)
- Michal Chudík, politico, diplomatico e scrittore slovacco (Polomka, n. 1914 - Praga, † 2005)
- Michal Kováč, politico slovacco (Ľubiša, n. 1930 - Bratislava, † 2016)

## Schermidori(1)
- Michał Majewski, schermidore polacco (Mojav, n. 1987)

## Scrittori(3)
- Michal Kraus, scrittore ceco (Náchod, n. 1930 - Needham, † 2018)
- Michal Šanda, scrittore ceco (Praga, n. 1965)
- Michal Viewegh, scrittore ceco (Praga, n. 1962)

## Storici della letteratura(1)
- Michal Chrástek, storico della letteratura, bibliografo e presbitero slovacco (Nové Mesto nad Váhom, n. 1825 - Žiar nad Hronom, † 1900)

## Tennisti(2)
- Michal Mertiňák, ex tennista slovacco (Považská Bystrica, n. 1979)
- Michal Tabara, ex tennista ceco (Uherské Hradiště, n. 1979)

## Teologi(1)
- Michal Rešetka, teologo e presbitero slovacco (Bobot, n. 1794 - Horná Súča, † 1854)

## Tuffatori(1)
- Michal Navrátil, tuffatore ceco (Praga, n. 1985)

## Vescovi cattolici(1)
- Michal Buzalka, vescovo cattolico slovacco (Svätý Anton, n. 1885 - Tábor, † 1961)

## Senza attività specificata(1)
- Michal Prokop, ex mountain biker e ciclista di BMX ceco (Praga, n. 1981)